# 俞益
俞益（14世纪？—1434年），字右谦，浙江余杭县（在今杭州市）人。明朝官員。
永乐二年（1404年），俞益中式三甲第三百四十三名进士。授翰林庶吉士，参与修撰《永乐大典》。授靖安知县，有德政，丁憂去職。服闕，改潜山知县，宣德九年（1434年）十月卒于任上。